# Luftrausers
Luftrausers est un jeu vidéo de type shoot 'em up développé par Vlambeer et édité par Devolver Digital pour Windows, Mac, Linux, PlayStation 3, PlayStation Vita et Android. Il est sorti le 18 mars 2014.

## Système de jeu
Luftrausers est un shoot'em up se passant dans les airs. Contrairement aux shmups traditionnels, où généralement, le vaisseau se dirige dans un ordre lui ayant été fixé (vers la gauche, la droite, le haut ou le bas), ce jeu permet au joueur de bouger son avion (ou rauser) dans une direction à 360°, ce qui le classe dans la catégorie du shooter multidirectionnel. Votre arme principale ne peut tirer que vers le devant, vous forçant à prendre en compte la position et l'angle de tir de l'avion. Vous devez aussi prendre en compte le moment où l'avion vole, utilise la gravité et le dérapage pour se propulser. Il n'y a aucune barre d'énergie : l'énergie de votre rauser est indiquée par un cercle, ce cercle se rétrécit quand les dommages se rétrécissent et l'avion se régénère en ne tirant pas. L'avion est customisable avec jusqu'à 125 combinaisons de moteurs, d'armes et de coques qui influent sur le gameplay ainsi que sur la musique. Chaque arme amène son lot de défis qui contribuent à la nature "arcade" du titre.

## Développement
Jan Willem Nijman de Vlambeer a commencé Luftrausers à la Game Developers Conference (GDC) de mars 2012, à San Francisco. Selon Polygon, il aurait été inspiré par la beauté de la vue (il regardait des avions) et qu'il ne disposait pas d'une télévision. Au même moment, Vlambeer avait terminé le développement d'un petit jeu nommé Ridiculous Fishing. Luftrausers est une version améliorée d'un petit jeu en Flash créé par un autre développeur de chez Vlambeer,  Rami Ismail, l'artiste Paul Veer et le compositeur de musique électronique Kozilek (Jukio Kallio) à partir de GameMaker : Studio. Il passa ensuite au langage de programmation C++ avec un convertisseur Dex.
Vlambeer annonce originellement le jeu pour PS3 et PS Vita, au printemps 2013. Quelques semaines avant la sortie du jeu, un studio nommé Rubiq Lab créa un autre shoot'em up similaire à ce jeu, nommé SkyFar et sorti en avril 2013. Vlambeer demanda à Apple et à Google d'intervenir pour supprimer ce clone. Le code entier du jeu fut volé durant l'E3 2013, Rami Ismail parla de ce vol comme d'une "grande douleur". Le jeu est sorti sur Windows, OS X, Linux, PS3 et PS Vita édité par Devolver Digital. Le 20 décembre 2014, General Arcade fait un portage du jeu sur Amazon Fire TV.

## Accueil
Le jeu reçut des critiques très positives, si on regarde le pourcentage obtenu sur l'agrégateur Metacritic. Giant Bomb lui remit le prix de la Meilleure Musique de Jeu 2014 et gagna le prix Control Precision à la National Academy of Video Game Trade Reviewers 2014.
- Electronic Gaming Monthly : 9/10[1]
- Game Informer : 8,5/10[2]
- Gameblog : 7/10[3]
- Gamekult : 6/10[4]
- GameSpot : 7/10[5]
- IGN : 8,7/10[6]
- Polygon : 8/10[7]